# پدیا (اندیمشک)
پدیا یک روستا در ایران است که در دهستان قیلاب واقع شده‌است. پدیا ۷۸ نفر جمعیت دارد.